# Sinibotia longiventralis
Sinibotia longiventralis är en fiskart som först beskrevs av Yang och Chen 1992.  Sinibotia longiventralis ingår i släktet Sinibotia och familjen nissögefiskar. IUCN kategoriserar arten globalt som otillräckligt studerad. Inga underarter finns listade i Catalogue of Life.